# Josef Koenigsmark
Josef Koenigsmark (1. ledna 1916, Plzeň – 16. ledna 1993, tamtéž) byl český kabaretiér, prozaik, dramatik a básník.

## Život
Narodil se jako syn úředníka. Po maturitě roku 1935 na reálném gymnáziu v Plzni začal studovat na Právnické fakultě Univerzity Karlovy v Praze, kterou absolvoval roku 1939. V letech 1944 byl uvězněn pro odbojovou činnost, ale v únoru roku 1945 se mu podařilo uprchnout. Po skončení války získal titul doktora práv.

Již před válkou byl zaměstnán v Ústředním svazu československého průmyslu a po skončení druhé světové války pracoval u tohoto zaměstnavatele až do roku 1949. Pak byl chvíli ředitelem, ale již od roku 1950 dělníkem v Kovoslužbě Plzeň, od roku 1954 pracoval jako vedoucí umělecké výroby v družstvu plzeňského Díla, v letech 1956–1958 byl dramaturgem Krajského domu osvěty v Plzni a v letech 1960–1963 uměleckým vedoucím plzeňského Divadla Alfa. Od roku 1963 pracoval jako šéfdramaturg a režisér Armádního uměleckého souboru Víta Nejedlého v Praze a od roku 1967 jako šéfredaktor Západočeského nakladatelství v Plzni. V tom samém roce navštívil USA. Na začátku normalizace (roku 1970) byl propuštěn, zůstal ve svobodném povolání a roku 1976 odešel do důchodu. Zemřel roku 1993 v Plzni a byl pohřben do rodinné hrobky na zdejším hřbitově u svatého Jiří.

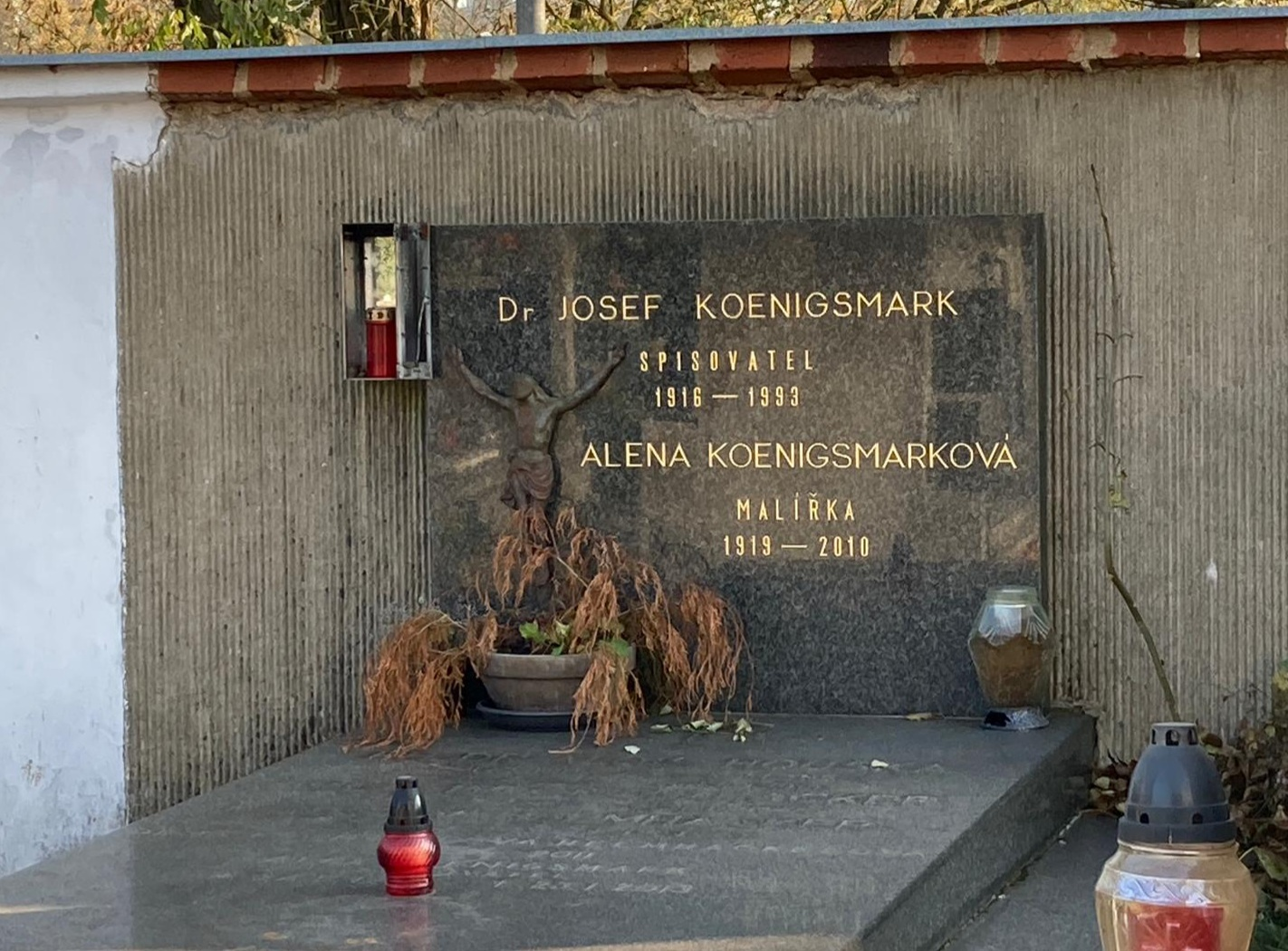
Hrobka rodiny Koenigsmarkovy na hřbitově u svatého Jiří v Plzni

## Dílo
Nejprve redigoval plzeňské studentské časopisy a publikoval i v dalších periodikách. Ve třicátých letech vydal tři sbírky básní. Přispíval do Československého rozhlasu (za války pod pseudonymem Josef Schovanec a v sedmdesátých a osmdesátých letech jako Jan Kříž). Je autorem skečů, humoresek, libret, rozhlasových her a písňových textů pro kabarety, ale také povídek a reportáží a sci-fi próz. Jeho scénické práce jsou založené na lidovém humoru. Překládal, a to nejen dramata, ale i operní a operetní libreta.

### Sbírky básní
- Láska a sklo (1934), pod jménem Joe Koenigsmark.
- Kainovo znamení (1935), pod jménem Joe Koenigsmark.
- Písně snů (1936).
- Sny a nesny (1978), samizdat, první oficiální knižní vydání je z roku 1990.

### Scénické práce
- Cirkus Humberto (1956), libreto podle Eduarda Basse k operetě Jaroslava Křičky.
- Malý čtenář (1956), kabaret.
- Žichovičtí půlpáni (1956), libreto k operetě Karla Polaty.
- BA PO PO (1959), dramatické pásmo (babička povídá pohádky pro nejstarší mládež), společně s Janem Žáčkem a dalšími, hudbu složil Jiří Šlitr.
- Čert jde do finále (1960), libreto k muzikálu Jaromíra Otty Karla.
- Město Obráceno (1960), kabaret, společně s J. R. Pickem.
- Strýček gramofon a já (1960), revue.
- Dědeček v oleji (1961), fantasticko-vědecká revue, společně s J. R. Pickem.
- Plzeň je krásná (1962), revue.
- Věčně štěkají kolty (1962), kabaret.
- Kdo to udělal (1962), kabaret.
- Co tomu řeknou lidé (1963), libreto k muzikálu Jaromíra Otty Karla.
- Rukavičky pana Tartuffa (1963), kabaret
- DĚ PO PO (1963), kabaret.
- Staré pověsti vojanské (1963), kabaret.
- VO PO PO (1964), kabaret.
- Limonádový Joe (1964), libreto podle Jiřího Brdečky k muzikálu Jana Rychlíka a Vlastimila Hály.
- Kouzelné rukavice (1965), libreto k muzikálu Zdenka Cóna.
- Divoká řeka (1967), libreto k muzikálu Alexeje Frieda.
- Otec Kondelík a ženich Vejvara (1968), libreto podle Ignáta Hermanna k muzikálu Vlastmila Hály, Jiřího Maláska a Jiřího Bažanta.
- Lionský kat (1991), dvoudílná rozhlasová hra o zločinech a stíhání válečného zločince Klause Barbieho.[4]

### Próza
- Rokycansko, Radnicko a Zbirožsko v lidových vyprávěních (1940).
- Amerika z autobusu (1969), reportáže.
- Motýlí kvas (1969), sbírka tří novel o nacistických koncentračních táborech, zločincích a zločinech.
- Nekonečné konečno (1969), sbírka hravě parodických a ironizujících sci-fi povídek.
- Prorok se vrací (1992), sci-fi román, v němž autor nadpřirozené schopnosti proroka Elijáše vysvětluje spojením s mimozemšťany prostřednictvím modlitební skříňky.
- Tajné rozkoše mocných (1992), výběr z erotické Světové literatury od dob starého Říma až do konce devatenáctého století, pod pseudonymem Josef Leden.
- Strašidla (1992), sbírka fantastických povídek, které se odehrávají během osídlování českého pohraničí po druhé světové válce.

### Překlady (vývěr)
- Martin Kukučín: Neprobuzený (1956).
- Vladimír Hurban: Závěje (1956).
- Michal Balucki: Když ptáčka lapají... (1957).
- Herbert Keller: Setkání (1957)
- Henri Meilhac a Ludovic Halévy: Velkovévodkyně z Gerolsteinu (1957), společně s Karlem Bermanem.
- Vladimír Hurban: Zem: Vesnické drama (1958).
- Camillo Walzel a Richard Genée: Dona Juanita (1958), libreto k operetě Franze von Suppé, společně s Karlem Bermanem.
- Brandon Thomas: Charleyova teta (1965).
- Stephen Gilbert: Krysařův deník (1980), pod jménem Helena Kryštofová.